# Rybník (Banská Bystrica)
Rybník (em húngaro: Újvásár) é um município da Eslováquia, situado no distrito de Revúca, na região de Banská Bystrica. Tem 16,94 km² de área e sua população em 2018 foi estimada em 155 habitantes.

## Demografia
| Ano:        | 1994 | 2004    | 2014   | 2024   |
| ----------- | ---- | ------- | ------ | ------ |
| Broj ljudi: | 131  | 161     | 154    | 146    |
| Razlika:    |      | +22,90% | -4,34% | -5,19% |

| Ano:               | 2023 | 2024   |
| ------------------ | ---- | ------ |
| Número de pessoas: | 151  | 146    |
| Diferença:         |      | -3,31% |